# Nanatka castenea
Nanatka castenea är en insektsart som beskrevs av Cai et Kuoh 1995. Nanatka castenea ingår i släktet Nanatka och familjen dvärgstritar. Inga underarter finns listade i Catalogue of Life.